# Heteropterys steyermarkii
Heteropterys steyermarkii är en tvåhjärtbladig växtart som beskrevs av W.R. Anderson. Heteropterys steyermarkii ingår i släktet Heteropterys och familjen Malpighiaceae. Inga underarter finns listade i Catalogue of Life.